# فلورنتین اسمارانداچ

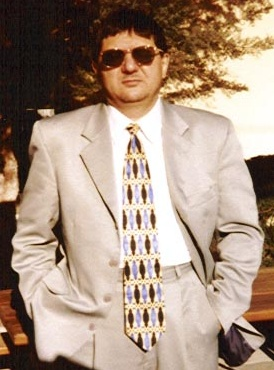
Florentin Smarandache

دکتر فلورتین اسمارانداچ (به رومانیایی: Florentin Smarandache) (زاده ۱۰ دسامبر ۱۹۵۴ در بلچش) نویسنده پروفسور همکار رشته ریاضی دانشگاه نیومکزیکو در آمریکا اهل رومانی است. 
وی بیش از ۷۵ کتاب و ۱۰۰ مقاله و نوشته در زمینه ریاضیات، فیزیک، فلسفه، روانشناسی، ادبیات و معمای مصور منتشر نموده‌است.

## پژوهش‌ها
تحقیقات وی در ریاضیات در زمینه‌های زیر می‌باش د: نظریه اعداد، هندسه غیر اقلیدسی، هندسه ترکیبی، ساختارهای جبری، استاتیک، منطق و مجموعه نوتروسوفیک (به ترتیب تعمیم منطق غیرواضح شهودی و مجموعه غیرواضح شهودی است)، احتمال نوتروسوفیک (تعمیم احتمال کلاسیکی و غیر دقیق). همچنین، در زمینه‌های زیر تحقیقات محدودی را انجام داده اند: فیزیک ذره‌ای و فیزیک هسته ای، ترکیب اطلاعات (نظریه دزارت-اسمارانداچه در زمینه منطق پارادوکسیک و محتمل، ۲۰۰۲ را ببینید)، فلسفه (نوتروسوفی، یا تعمیمی از دیالکتیک‌ها را ببینید)، روانشناسی (قانون احساسات و محرک ها)، جامعه‌شناسی (پارادوکس‌های اجتماعی)، زبان‌شناسی ( پارادوکس‌های معنائی و کلمات حشو و زائد) و غیره.
وی در زمینه ادبیات، در سال ۱۹۸۰ جابجائی پارادوکسیزم را بنا کرد، که بر اساس استفاده مفرط از تناقض‌ها، تضادها و پارادوکس‌ها در بیان، بنا شده‌است.
در زمینه هنر، در اعتراض به هنر مرسوم که در آن همه چیز هنر پنداشته می‌شد، وی به صورت طعنه‌آمیزی خواستار نامگذاری هنر-بیرونی که به معنای کار هنری وارونه است، شد. به‌طور مثال، انجام کار هنری به صورتی که نباید انجام شود، مثلاً تا جائی که می‌شود آن را زشت، مسخره و غلط انجام دهی، و به‌طور کلی به بیشترین غیرممکن‌های ممکن را انجام دهی!
در زمینه فلسفه، وی در سال ۱۹۹۵ دیالکتیک‌های نوتروسوفی، که یک شاخه جدید از فلسفه که به اصل، طبیعت و هدف خنثی‌ها و همچنین کنش‌های آن‌ها با خیال‌های ایده آل می‌پردازد، را تعمیم بخشید. این نظریه، هر تصور یا ایده <A> را همراه با ضد یا منفی آن <آنتی-A> و منظر "خنثی‌های آن" <Neut-A> در نظر می‌گیرد (بطور مثال، تصور یا ایده‌های واقع شده بین دو اکسترمم که با <A> یا <آنتی-A> مطابق هستند). ایده‌های <Neut-A> و <آنتی-A> به همراه یکدیگر <غیر-A> نامیده می‌شوند. بر حسب این نظریه، هر ایده A گرایش به خنثی یا بالانس شدن با ایده‌های <آنتی-A> و <غیر-A> را، به عنوان حالت تعادل، خواهند داشت.
وی یک الگوریتم برای یگانگی نظریات و قوانین امتزاج (UFT) که در طب، روبوتیک و ارتش استفاده می‌گردد را طراحی نمود.
در زمینه فیزیک، او یک سری از پارادوکس‌ها را یافت کرد (پارادوکس‌های کوانتومی اسمارانداچه را ببینید)، و این فرضیه را که هیچ مانع سرعت در عالم نیست را مطرح نمود – فرضیه‌ای بسیار جدال‌آمیز در میان دانشمندان. همچنین، احتمال حالت سوم ماده را به نام غیر-ماده در نظر گرفت، که ترکیبی از ماده و آنتی ماده است (یا کوارک‌ها و آنتی کوارک ها).
در ریاضیات، وی توابع و توالی‌های زیادی را در نظریه اعداد به وجود آورد. وی درجه خنثی‌سازی یک قضیه حقیقی یا یک تئوری در هندسه (هندسه اسماراندچه را که می‌توانند قسمتی اقلیدسی و قسمتی غیر اقلیدسی باشند، سال ۱۹۶۹، را ببینید)، چند ساختاری‌ها (n-ساختاری‌های اسمارانداچه را که در آن یک ساختار ضعیف شامل جزیره‌ای از ساختار قوی است) و چند فضائی‌ها (ترکیبی از فضاهای ناهمگن) را مطرح نمود.